# اینفلکشن ای‌آی
اینفلکشن ای‌آی (به انگلیسی: Inflection AI, Inc.) یک استارت آپ یادگیری ماشینی است که توسط رید هافمن، مصطفی سلیمان و کارن سیمونیان در سال ۲۰۲۲ تأسیس شد. این شرکت به عنوان یک شرکت سهامی عام تشکیل شده‌است و دفتر مرکزی آن در پالو آلتو، کالیفرنیا قرار دارد.

## محصولات
اولین محصولی که توسط هوش مصنوعی اینفلکشن منتشر شد، یک ربات چت به نام Pi است که به عنوان یک دستیار شخصی مبتنی بر هوش مصنوعی در نظر گرفته شده‌است. از جمله اهداف این پروژه برای تجربه کاربر که این شرکت برای Pi بیان کرده‌است عبارتند از: حمایت عاطفی برای کاربران انسانی، که در آن چت‌بات باید بتواند یک گفتگوی تعاملی مبتنی بر متن را با مهربانی برای کاربر حفظ کند، لحن دیپلماتیک در مورد موضوعات حساس‌گونه داشته باشد و در موضوعاتی ارائه طنز بدهد. مقایسه‌ها و تضادهایی بین chatbot Pi و ChatGPT، یک ربات چت ایجاد شده توسط اوپن‌ای‌آی انجام شده‌است.